# Baliosus
Baliosus — род жуков подсемейства щитовок из семейства листоедов.

## Перечень видов
- Baliosus californicus (Horn,1883)
- Baliosus marmoratus (Baly, 1885)
- Baliosus nervosus (Panzer, 1794)
- Baliosus nevosus
- Baliosus ruber (Weber, 1801)